# Moissac
Moissac is een gemeente in het Franse departement Tarn-et-Garonne in de regio Occitanie. De plaats maakt deel uit van het arrondissement Castelsarrasin. Moissac telde op 1 januari 2022 13.652 inwoners.

## Bezienswaardigheden
Moissac is vooral bekend om haar abdij en haar (12de-eeuwse) abdijkerk. De druk bewerkte entree van de kerk, vol met beelden en reliëfs en de kloosteromgang zijn een hoogtepunt van wat Frankrijk aan oude romaanse kunst heeft te bieden.
Het Musée de Moissac heeft een collectie van romaans beeldhouwwerk afkomstig uit de abdij en een etnografische collectie uit de streek.

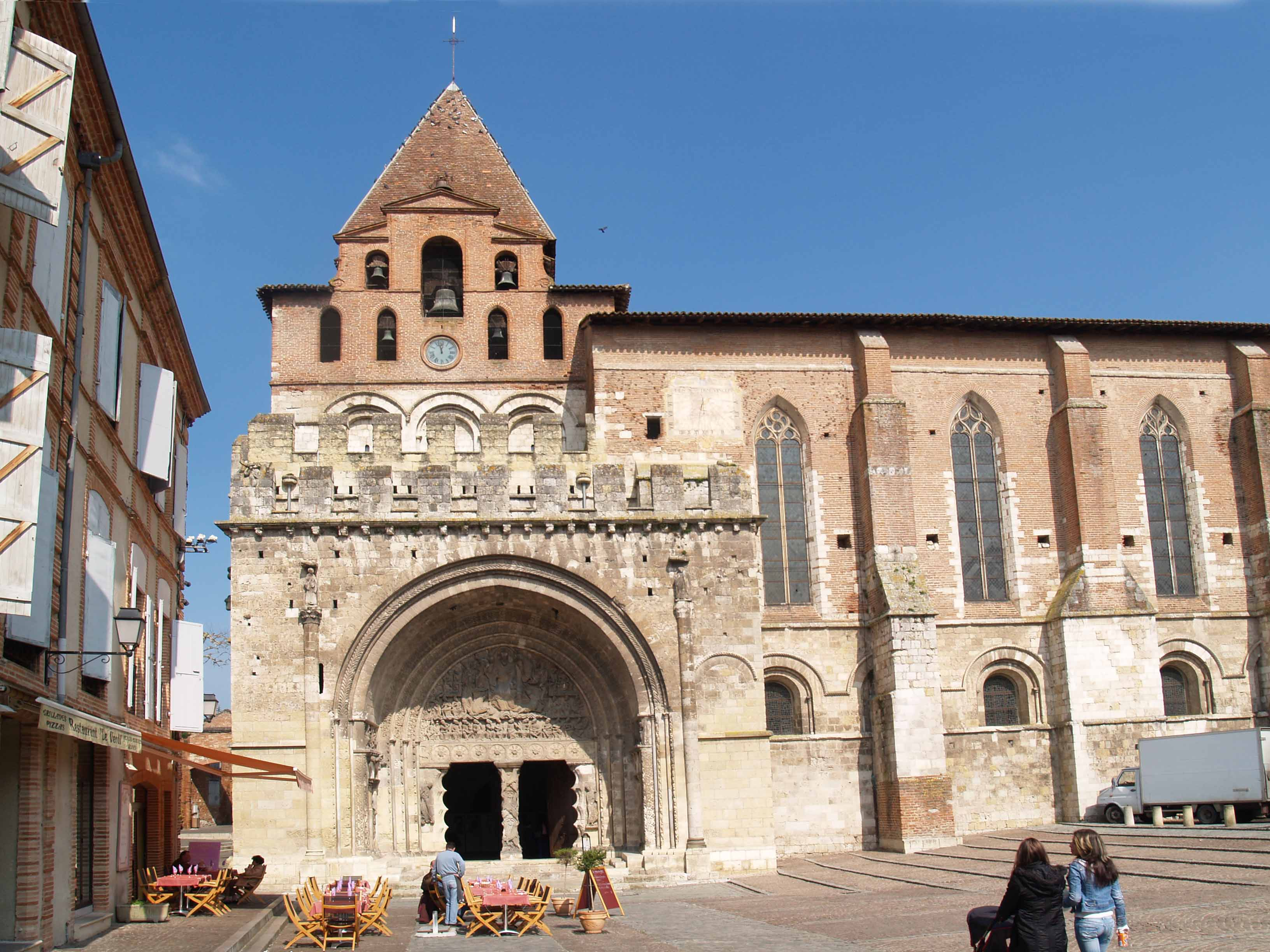
De abdij L'Abbaye St-Pierre in Moissac
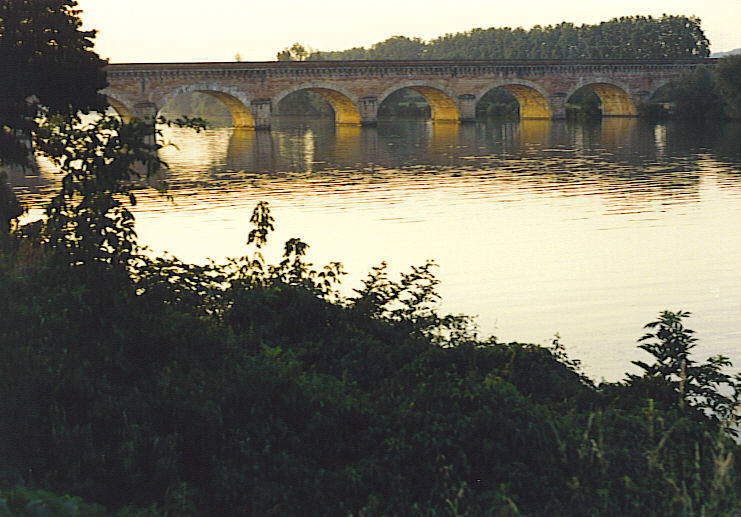
De kanaalbrug van Cacor over de Tarn

## Geschiedenis
Moissac ligt in de historische provincie Quercy. De plaats is ontstaan bij de Abdij Saint-Pierre, die volgens de overlevering door Clovis werd gesticht. In de middeleeuwen was dit een van de bekendste abdijen van Frankrijk. Vanaf de 15e eeuw had Moissac een belangrijke rivierhaven aan de Tarn. Wijn en meel, gemalen in de plaatselijke watermolens, werden er verscheept naar Bordeaux. Deze haven kende haar hoogtepunt in de 18e eeuw. In 1507 kwam er een recollettenklooster in de stad.
Na de Franse Revolutie werden de abdij en het recollettenklooster afgeschaft. Moissac werd een onderprefectuur met bijhorende administratie en rechtbanken, maar verloor deze positie in 1926 toen het arrondissement Moissac werd afgeschaft. 
In de loop van de 19e eeuw schakelden de wijnboeren van Moissac van wijndruiven over op tafeldruiven. Overstromingen van de Tarn brachten regelmatig schade toe aan de brug over deze rivier. In 1826 kwam na 18 jaar werk de Pont Napoléon klaar. In maart 1930 werd de stad getroffen door een zware overstroming die verschillende wijken blank zette en aan 131 mensen het leven kostte. Tussen 1939 en 1944 werden met succes een 500-tal Joodse kinderen opgevangen in Moissac. In de jaren 1960-70 werd de nieuwe woonwijk Sarlac gebouwd.

## Geografie
Moissac ligt op de rechteroever van de Tarn, een viertal kilometer voor de monding ervan in de Garonne, en aan het Canal latéral à la Garonne dat hier met een imposante kanaalbrug de Tarn kruist. De wijk Saint-Benoît ligt op de linkeroever van de Tarn.
De oppervlakte van Moissac bedroeg op 1 januari 2022 85,95 vierkante kilometer; de bevolkingsdichtheid was toen 158,8 inwoners per km².
De onderstaande kaart toont de ligging van Moissac met de belangrijkste infrastructuur en aangrenzende gemeenten.

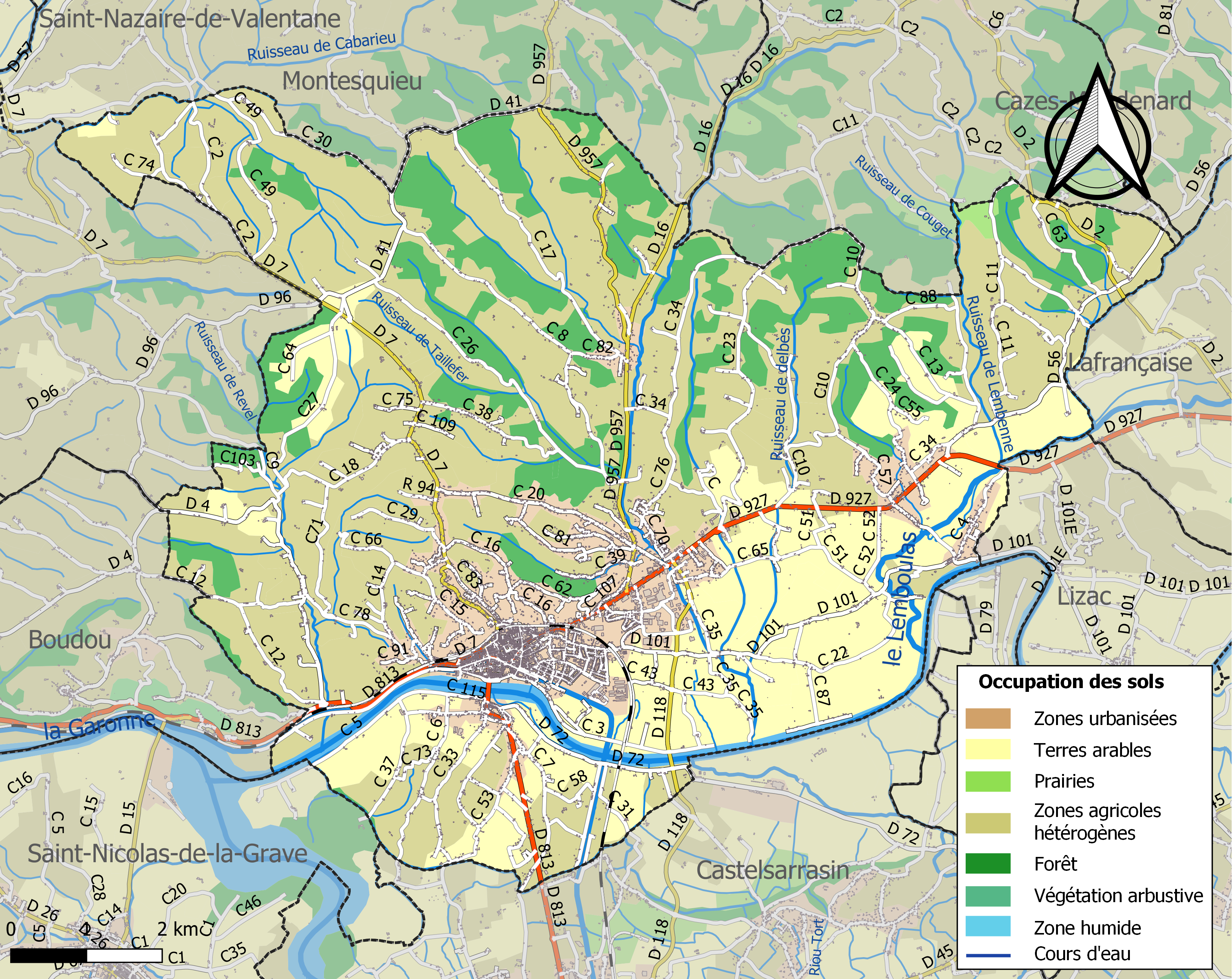

## Verkeer en vervoer
In de gemeente ligt spoorwegstation Moissac.

## Demografie
Onderstaande figuur toont het verloop van het inwonertal (bron: INSEE-tellingen).

## Geboren
- Camille Delthil (1834-1902), dichter en politicus
- Christophe Rinero (1973), wielrenner
- Caroline Costa (1996), popzangeres